# Pirelli Stadium
 (novembre 2019).
Si vous disposez d'ouvrages ou d'articles de référence ou si vous connaissez des sites web de qualité traitant du thème abordé ici, merci de compléter l'article en donnant les références utiles à sa vérifiabilité et en les liant à la section « Notes et références ».
Le Pirelli Stadium est un stade de football basé à Burton-on-Trent, dans le Staffordshire, en Angleterre.
Il a été construit en 2005 et l'équipe résidente est le Burton Albion FC. Le terrain a été créé sur l'ancien site de production de pneus du groupe Pirelli UK Tyres Ltd Sports & Social Club, à la suite d'un don de l'entreprise.